# セントトーマス (オンタリオ州)
セントトーマス（英: St. Thomas）はカナダ・オンタリオ州南西部のエルジン郡に位置する都市である。人口は約37.9千人、面積は32.24 km2である。地理的にはエルジン郡内にあるが、行政としてはエルジン郡から独立し、独自の行政権を持つ市である。
市の名称は、19世紀初期、この地域の発展に貢献したトーマス・タルボット (Thomas Talbot) にちなんでいる。

## 歴史
セントトーマスは、2本の旧道が交差する位置にあり、1810年に入植が始まった。1844年に新設されたエルジン郡の郡庁所在地に指定され、1852年に自治体（村）として認定された。正式に市制が施行されたのは、1881年である。
19世紀晩期及び20世紀初期には、セントトーマスを通る鉄道が何本か敷設されて、この都市は、重要な鉄道接続地点となった。1856年における最初の鉄道の竣工以来、合計すると26本の鉄道がセントトーマスを通るようにされており、「カナダ鉄道の都」(Railway Capital of Canada) と呼ばれるようになっている。1950年代及び1960年代、鉄道が交通手段としては退潮すると、他の産業(主として、第一次及び第二次の自動車製造業)が入ってきた。
象のジャンボは、1885年9月15日に当地で列車に追突されて死亡した。ジャンボの死100周年と云うことで1985年に建てられた実物大の記念像が現存する。

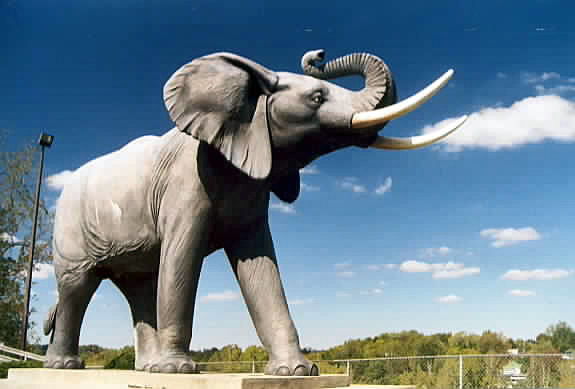
セントトーマスにあるジャンボの像

## 交通

### 鉄道
- VIA鉄道

### バス
- セントトーマス交通（St. Thomas Transit）：運営は民間委託されている。

### 空港
- セントトーマス市営空港（St. Thomas Municipal Airport）：IATAコードはYQS。ゼネラル・アビエーションではCBSAによる入境管理も行なえる。